# Le Vigan (Lot)
Le Vigan is een gemeente in het Franse departement Lot (regio Occitanie). De plaats maakt deel uit van het arrondissement Gourdon. Le Vigan telde op 1 januari 2022 1.544 inwoners.

## Geografie
De oppervlakte van Le Vigan bedroeg op 1 januari 2022 34,4 vierkante kilometer; de bevolkingsdichtheid was toen 44,9 inwoners per km².

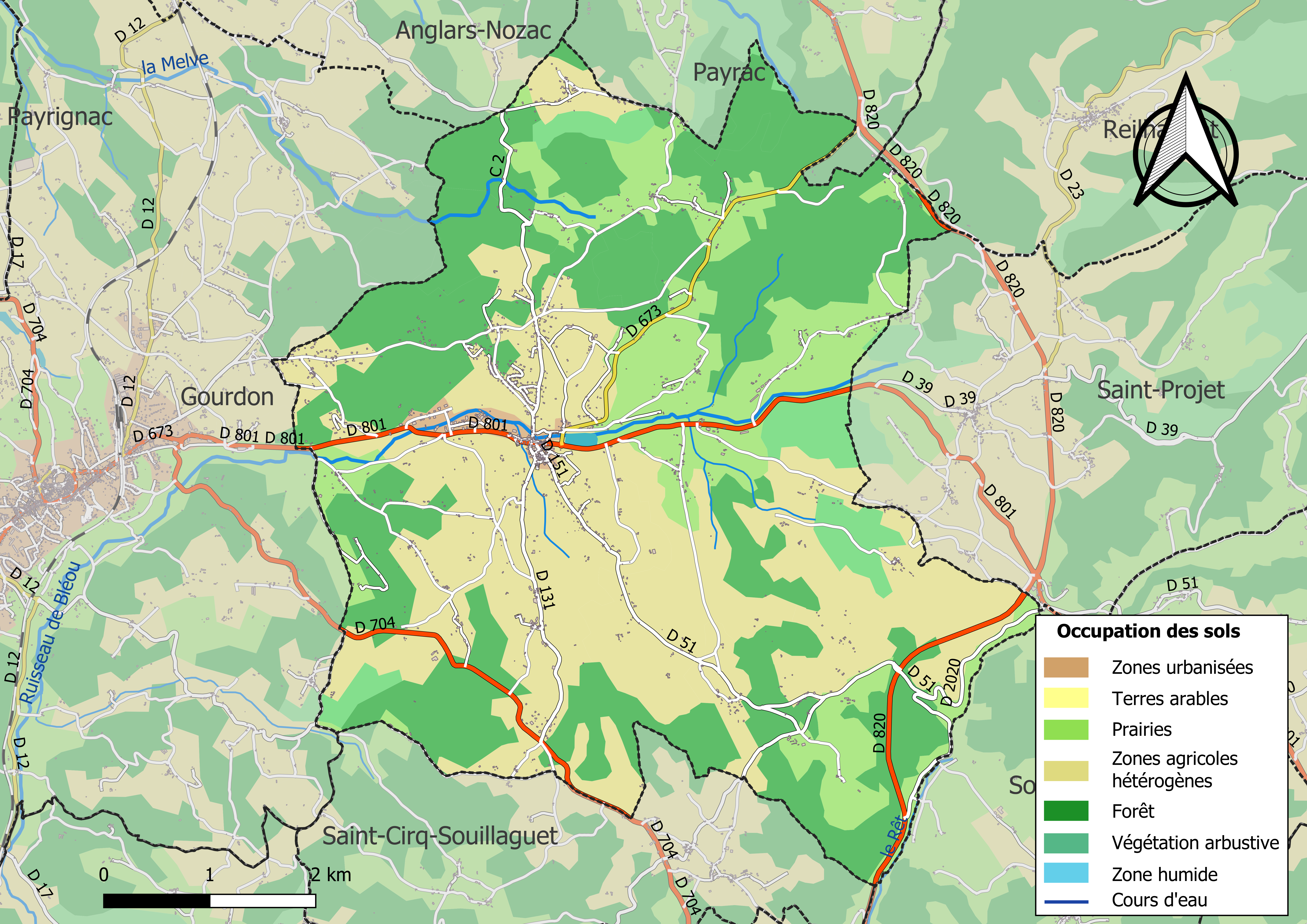
Kaart van de gemeente met de belangrijkste infrastructuur, bodemgebruik en omliggende gemeenten

## Demografie
Onderstaande figuur toont het verloop van het inwonertal (bron: INSEE-tellingen).